# Die Försterchristl (Operette)
Die Försterchristl (auch: Die Försterchristel) ist eine Operette in drei Akten von Georg Jarno. Das Libretto dazu verfasste Bernhard Buchbinder. Uraufführung war am 17. Dezember 1907 im Theater in der Josefstadt in Wien, wo Josef Jarno, der Bruder des Komponisten, Direktor war. Die Titelrolle spielte dessen Ehefrau Johanna Niese, die damit als Schauspielerin und Sängerin beim Theater ihren Durchbruch schaffte.

## Orchester
Zwei Flöten, zwei Oboen, zwei Klarinetten, zwei Fagotte, vier Hörner, zwei Trompeten, drei Posaunen, eine Harfe und Streicher

## Handlung

### Erster Akt
Bild: Waldlichtung mit Forsthaus
Der Förster Hans Lange hat eine schöne Tochter namens Christine, die aber von allen Christl genannt wird. Zwei junge Männer versuchen, ihr Herz für sich zu gewinnen. Einer ist der Gutsverwalter Földessy, den auch Christine begehrt, der andere Peter Walperl, der vielen auf die Nerven geht, weil er immer alles besser wissen will und schrecklich angibt.
Eines Tages entdeckt Christine einen Fremden, der verbotenerweise jagt. Es ist der Kaiser, der inkognito hier weilt. Christine verhaftet ihn und verlangt seine Uhr als Pfand für eine spätere Strafe. Dem Kaiser gefällt das Spiel mit der jungen Försterstochter, die auf ihn so herzerfrischend wirkt, weshalb er sie in ihrem Glauben lässt, dass er ein Wilderer sei. Schmunzelnd hört er sich auch an, welche Vorstellungen das hübsche Mädchen vom Kaiser und dem Hof in Wien hat.
Die Komtesse Sternfeld kann es nicht fassen, dass der Gutsverwalter ihres Vaters, Franz Földessy, ausgerechnet der Försterstochter schöne Augen macht, wo er doch mit ihr eine viel bessere Partie machen könnte. Von Eifersucht geplagt ist aber auch Walperl, und zwar auf Földessy. Um seinen Rivalen aus dem Rennen zu werfen, beschuldigt er ihn, ein Deserteur zu sein. Tatsächlich hat Földessy vor einiger Zeit einen Leutnant gezüchtigt, weil dieser zum Jux seine jüngere Schwester verführen wollte. Um der Haft zu entgehen, zog er es dann vor zu fliehen. Als diese Nachricht der Komtesse Sternfeld zugetragen wird, wittert sie Morgenluft. Wenn Földessy schon nichts von ihr wissen will, dann soll er wenigstens hinter Gitter. Deshalb sorgt sie dafür, dass er verhaftet wird. So muss sie wenigstens nicht mit anschauen, wie ihr Geliebter und die Försterstochter ein Paar werden.
Christine ist todunglücklich. Sie will alles versuchen, um ihren Schatz zu retten. Also macht sie sich auf nach Wien. Sie hat sich in den Kopf gesetzt, den Kaiser persönlich zu bitten, ihren Freund zu begnadigen.

### Zweiter Akt
Bild: Saal im Wiener Schloss
Mit einem unguten Gefühl im Magen wartet Christine im Schloss, aber anscheinend will ihr niemand behilflich sein, eine Audienz beim Kaiser zu verschaffen. Da kommt es ihr gerade recht, als sie den fremden Jägersmann erblickt, den sie einst verhaftet hatte. Er tritt hier so souverän auf, als gehöre er zum Schlosspersonal. Sie kommen miteinander ins Gespräch, und der Fremde verspricht ihr, eine Audienz zu vermitteln. Es dauert auch nicht lange, bis Seine Majestät auf sie zu schreitet. Völlig verdutzt muss das Mädchen erkennen, dass der, den sie verhaftet hatte, der Kaiser persönlich ist. Erst befürchtet sie, nun von ihm für ihr Verhalten bestraft zu werden, aber es kommt ganz anders: Der Kaiser ist die Freundlichkeit in Person. Er unterhält sich mit ihr so, als seien sie alte Bekannte. Und es kommt noch besser: Ein Hofball ist angesagt, und Seine Majestät schenkt ihr nicht nur den ersten Tanz, sondern auch einen Kuss. Selbstverständlich erreicht sie auch, dass der Kaiser ihren Geliebten Franz Földessy begnadigt. Fast hätte sie ihn vergessen, wo ihr Herz jetzt doch mehr für den Kaiser schlägt. Und dieser scheint die gleichen Gefühle für sie zu empfinden. 

### Dritter Akt
Bild: Zimmer im Forsthaus
Wieder daheim versucht Christine, ihre Liebe für den inzwischen frei gelassenen Franz Földessy zu erneuern, doch der Kaiser will einfach nicht mehr aus ihrem Sinn. Und wie durch ein Wunder erhält sie Besuch – vom Kaiser. Auch ihm spukt immer noch die Försterchristl im Kopf herum. Er will sie ein letztes Mal sehen und erklärt ihr, dass die Staatsräson eine Verbindung mit ihr nicht zulasse. Damit sie ihn immer in guter Erinnerung behalten möge, schenkt er ihr zum Abschied einen Ring, und ihren Verehrer Földessy ernennt er zum Oberförster. Endlich können sich die beiden in die Arme schließen und Verlobung feiern.

## Musikalische Höhepunkte
- Herr Kaiser, Herr Kaiser, du liebe Majestät (Walzer)
- Steht ein Mädel auf der Puszta (Csárdás)
- Ich tu nur bös, bin sonst fidel (Walzer)
- Will ich einen Liebsten haben (Walzer)
- Ein Mädel ohne jeden Fehl (Walzer)
- Gebt mir die Geigen der ganzen Welt (Walzer)

## Tondokumente
- 1955 Gesamtaufnahme: Westdeutscher Rundfunk – Franz Marszalek
Herta Talmar (Christl); Peter René Körner (Kaiser Josef II.); Franz Fehringer (Franz Földessy); Peter Alexander (Peter Walperl); Käthe Graus (Komtesse Josefine)
Hamburger Archiv für Gesangskunst 30140 (2 CD)

- 196? Querschnitt: Ariola – Werner Schmidt-Boelcke
Margit Schramm (Christl); Rudolf Schock (Franz Földessy); Helga Wisniewska (Komtesse Josefine)
Ariola Eurodisc 89 873 IE  (1 LP)

## Verfilmungen
- Deutsches Reich, 1926, Die Försterchristl: Unter der Regie von Friedrich Zelnik spielten in dem Stummfilm Lya Mara und Harry Liedtke. Uraufführung am 5. März 1926 in Berlin.
- BRD 1952, Die Försterchristel: Unter der Regie von Arthur Maria Rabenalt spielten in dem Schwarz-Weiß-Film Johanna Matz, Angelika Hauff, Käthe von Nagy, Karl Schönböck und Will Quadflieg. Fritz Böttger und Joachim Wedekind schrieben das Drehbuch frei nach der Operette. Uraufführung war am 27. Mai 1952.
- BRD 1962, Die Försterchristel: Jetzt konnte man die Operette farbig im Kino sehen. Im Gegensatz zu der vorher erwähnten Verfilmung war aber nicht die Original-Musik von Georg Jarno zu hören, vielmehr erklang sie in einer Bearbeitung von Franz Grothe. Auch die Handlung entfernte sich noch weiter von der Vorlage. Regie führte diesmal Franz Josef Gottlieb. Unter seiner Leitung agierten Sabine Sinjen, Peter Weck, Sieghardt Rupp, Gerlinde Locker und Doris Kirchner. Der Film kam erstmals am 21. Dezember 1962 in die Kinos.